# Hans Eichel (Polizist)
Hans Fritz Eichel (* 21. September 1890 in Coburg; † 3. Dezember 1948 in Landsberg am Lech) war ein deutscher Polizeidirektor und SA-Führer.

## Leben und Werk
Er war der Sohn des Obertelegraphensekretärs Rudolf Eichel. Nach einer kaufmännischen Lehre war er zwei Jahre als kaufmännischer Angestellter tätig und meldete sich 1910 zum Militär. Nach zehn Jahren kehrte er als Offiziersstellvertreter in das zivile Leben zurück und wurde Direktor der Wach- und Schließgesellschaft Darmstadt. 1922 zog er nach Schönberg bei Bensheim. In Bensheim trat er spätestens 1931 der SA bei. Nach der Machtergreifung der Nationalsozialisten wurde Hans Eichel zum kommissarischer Polizeidirektor und am 1. April 1934 offiziell zum Polizeidirektor von Worms ernannt. 1941 erfolgte seine Versetzung nach Offenbach, wo er bis März 1945 als SA-Oberführer im Dienst war. Da er die Tötung zweier US-amerikanischer Piloten zu verantworten hatte, wurde er inhaftiert und während der Fliegerprozesse, die im Rahmen der Dachauer Prozesse stattfanden, zum Tode verurteilt. Seine Hinrichtung erfolgte durch Erhängen am Galgen.